# Grigóris Várfis
Grigóris Várfis (grec moderne : Γρηγόρης Βάρφης ; né le 2 janvier 1927 à Athènes et mort le 10 septembre 2017) est un homme politique grec.
Au second semestre de 1983, Várfis est président du Conseil de l'Union européenne.
Plus tard, il est membre du Parlement européen, du 24 juillet 1984 au 5 janvier 1985, où il représente le PASOK. Enfin, il est, jusqu'en 1989, commissaire européen pour les relations avec le Parlement de l'UE et la Politique régionale (1985) et pour la Protection des consommateurs (1986 à 1989) dans la première Commission de Jacques Delors.